# 9912 Donizetti
A 9912 Donizetti (ideiglenes jelöléssel 2078 T-3) a Naprendszer kisbolygóövében található aszteroida. Cornelis Johannes van Houten, Ingrid van Houten-Groeneveld és Tom Gehrels fedezte fel 1977. október 16-án.
Nevét Gaetano Donizetti (1797–1848) olasz zeneszerző után kapta.